# Panayóta Dritséli
Panayóta Dritséli (grec moderne : Παναγιώτα Δριτσέλη), née le 1er janvier 1982 à Trikala, est une philologue et femme politique grecque`.

## Biographie
Elle est diplômée de la faculté d'histoire et d'archéologie de l'université de Ioannina.
Lors des élections législatives grecques de janvier 2015, elle est élue députée au Parlement hellénique sur la liste de la SYRIZA dans la circonscription de Tríkala. Elle est élue secrétaire pour la première session de la XVIe législature avec 216 votes positifs le 6 février.